# Parapteronemobius chenggong
Parapteronemobius chenggong — вид прямокрилих комах родини тригоніїд (Trigonidiidae). Описаний у 2021 році.

## Поширення
Ендемік Китаю. Виявлений у провінції Чжецзян на сході країни. Типові зразки зберігаються в Музеї біології Східнокитайського педагогічного університету (ECNU).